# نب‌آمون

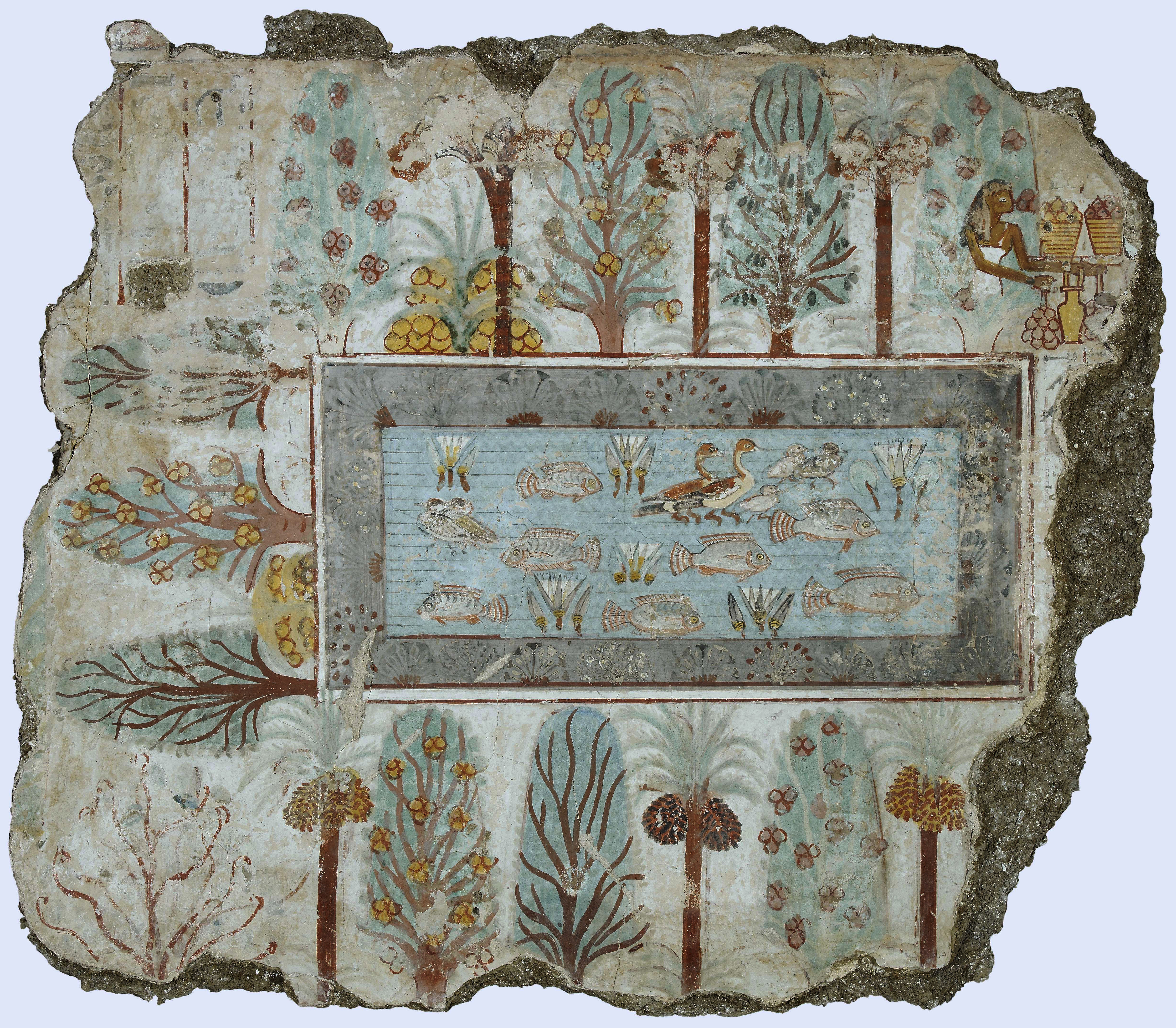
برکه‌ای در بوستان، بدست‌آمده از مقبرهٔ نب‌آمون، تبای (تِبس)

نِـب‌آمون (انگلیسی: Nebamun؛ عربی: نب آمون) یک مقامِ اداریِ میان‌رده، کاتب و حسابدارِ غلات در دوران پادشاهی نوین مصر در مصر باستان بود.
تصور بر آن است که حوالی سال ۱۳۵۰ از گاه‌شماری دوران مشترک می‌زیسته و محل کارش، معابد شهر باستانی تبای (تِبس) (اقصر امروزی) بود است؛ جایی که خدای محلی «آمون»، مورد پرستش بود.
واژهٔ «نِـب‌آمون» به معنای «خدای من آمون است» بوده و ارتباط او با معابد و همچنین اهمیتی که انبار و ذخیرهٔ غلات در مصر باستان داشت، نشان می‌دهد که او از لحاظ اداری آدم مهمی بوده، هرچند بالاترین مقام را نداشته است.
نِـب‌آمون را امروزه به سبب کشفِ آرامگاه پُر زینت و تزئین‌شدهٔ او در ۱۸۲۰ میلادی بر کرانهٔ باختری رودِ نیل می‌شناسیم. اگرچه امروزه محلِ دقیقِ گور او نامشخص است، اما تعدادی از نقاشی‌های دیواری آرامگاه او به تملکِ 
موزه بریتانیا درآمده و در آنجا، در معرض نمایش است و آنها را یکی از گنجینه‌های این موزه می‌دانند.

## نگارخانه

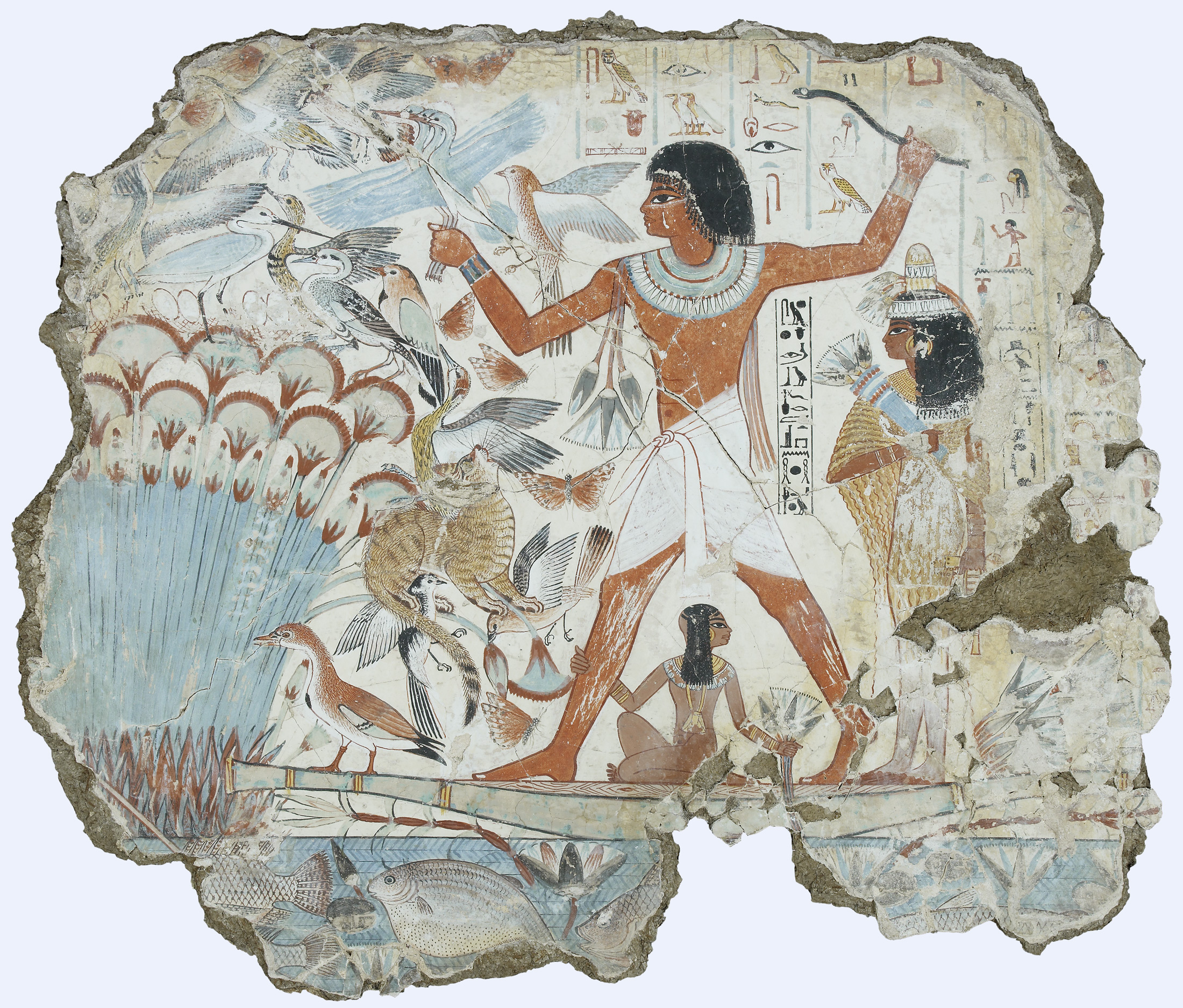
صحنه‌ای از شکار پرنده
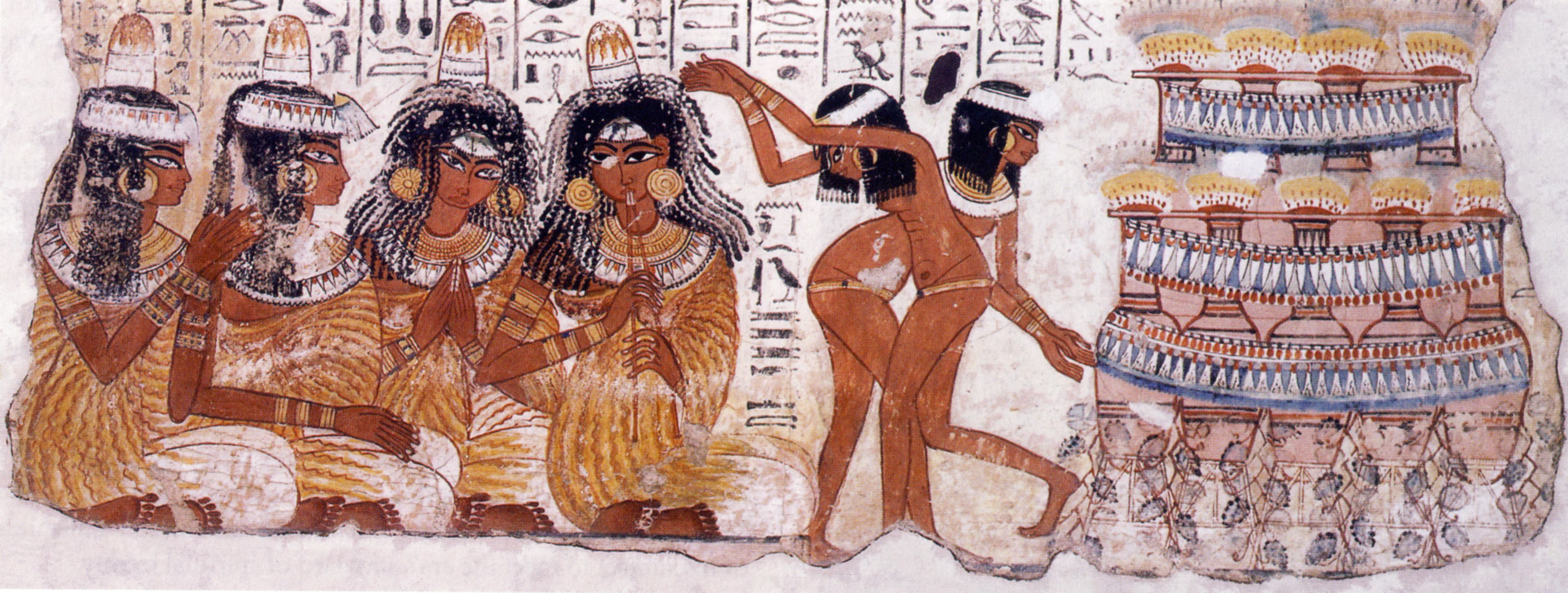
رقاصان و نوازندگان